# Meropenem
Meropenem es un antibiótico de gran espectro, utilizado para tratar una gran variedad de infecciones, como meningitis y neumonía. Es un antibiótico betalactámico y pertenece al subgrupo de los carbapenems, al igual que imipenem y ertapenem. Fue desarrollado originalmente por Sumitomo Pharmaceuticals, pero los acuerdos de comercialización fuera de Japón los ha desarrollado AstraZeneca. Fue aprobado por la FDA el 21 de junio de 1996, inicialmente para tratamiento de infecciones intraabdominales y meningitis bacteriana. Con anterioridad se había aprobado en Europa. El meropenem penetra bien en diferentes tejidos y líquidos corporales, incluyendo líquido cefalorraquídeo, bilis, válvulas cardíacas, pulmón, líquido peritoneal.

## Mecanismo de acción
Meropenem actúa como bactericida, excepto contra Listeria monocytogenes, que actúa como bacteriostático. Inhibe la síntesis de la pared celular bacteriana como otros antibióticos betalactámicos. Es altamente resistente a la degradación por betalactamasas o cefalosporinasas. Las resistencias pueden aparecer debido a mutaciones en las proteínas fijadoras de penicilina (en inglés PBP penicillin binding proteins), producción de o por resistencia a la difusión a través de la membrana externa bacteriana. Al contrario que imipenem, es estable ante la enzima renal dehidropeptidasa-1 humana (DHP-1) y por ello no precisa la coadministración de cilastatina.

## Indicaciones
El meropenem se indica en infección incluyendo neumonía e infecciones urinarias, de piel, huesos y estómago. El espectro de actuación incluye bacterias Gram positivas y Gram negativas e incluso bacterias anaerobias. El espectro global es similar a imipenem aunque meropenem es más activo contra la familia Enterobacteriaceae y menos activo contra Gram-positivos. Es muy resistente contra betalactamasas de espectro expandido y más susceptible a metalobetalactamasas. Meropenem no puede utilizarse en infecciones por Staphylococcus aureus resistente a la meticilina.

## Administración
Meropenem debe ser administrado de forma intravenosa. Se suministra como polvo cristalino blanco que debe ser disuelto en una solución al 5% de fosfato monopotásico.

## Efectos adversos comunes del medicamento
Los efectos adversos más frecuentes son diarrea (4.8%), náuseas y vómitos (3.6%), inflamación en el lugar de inyección (2.4%), dolor de cabeza (2.3%), erupción cutánea (1.9%), y tromboflebitis (0.9%). La mayor parte de estos efectos se observan en pacientes gravemente enfermos, a los que además se les administran numerosas medicaciones. Meropenem tiene menor potencial que imipenem para provocar convulsiones.
Se han constatado varios casos de hipopotasemia